# Ancylocera spinula
Ancylocera spinula är en skalbaggsart som beskrevs av Monné M. L. och Dilma Solange Napp 2001. Ancylocera spinula ingår i släktet Ancylocera och familjen långhorningar. Inga underarter finns listade i Catalogue of Life.